# Shafloden
Shafloden eller Sha He (沙河) är en flod i Kina. Det flyter genom Henan, i den centrala delen av landet, 700 km söder om huvudstaden Peking. I Zhoukou ansluter Shafloden som biflod till Yingfloden.